# Фиџијско-полинежански језици
Фиџијско-полинежански или средњоокеански, средњотихоокеански језици су грана океанских језика. 

## Класификација
Према Линчу, Росу и Кроулију (2002) фиџијско-полинежански језици су језички комплекс, који се састоји од следећих грана и језика:
- Западнофиџијско-ротумански (или западни језици)
  - Ротумански
  - Западнофиџијски језички комплекс: западнофиџијски и намоско-најтасирско-серуански
- Источнофиџијско-полинежански језички комплекс (или источносредњотихоокеански језици)
  - Источнофиџијски језички комплекс: фиџијски (стандардни фиџијски), гоне-дауански, лауански и ломајвитски
  - Полинежански

Западнофиџијски језици су сроднији ротуманском језику, а источнофиџијски полинежанским језицима, него што су једни другима. Међутим, каснији међусобни контакти западнофиџијских и источнофиџијских језика су довели до њиховог приближавања, док је ротумански дошао под утицај полинежанских језика.